# 2609 Кирило-Мефодій
2609 Кирило-Мефодій (2609 Kiril-Metodi) — астероїд головного поясу, відкритий 9 серпня 1978 року.
Тіссеранів параметр щодо Юпітера — 3,638.